# ثقةالاسلام تبریزی
میرزا علی‌آقا تبریزی (۲۹ دی ۱۲۳۹ – ۹ دی ۱۲۹۰) مشهور به  ثقةالاسلام تبریزی یا  ثقةالاسلام دوم، از علمای آذربایجان و یکی از کشته‌شدگان جنبش مشروطیت ایران بود. او از مشروطه‌طلبان و آزادی‌خواهان بود و در ۹ دی ۱۲۹۰ خورشیدی در تبریز به دست روس‌ها به دار آویخته شد.

## زندگی‌نامه
او در ۲۹ دی ۱۲۳۹ در تبریز به دنیا آمد. پدربزرگش حاج میرزا شفیع صدر  ثقةالاسلام شاگرد سید کاظم رشتی و رئیس شیخیه تبریز بود. پدرش حاج میرزا موسی ثقة الاسلام در جنبش تنباکو شرکت داشت.
تحصیلات خود را در تبریز و سپس در کربلا و نجف انجام داد. پس از آن به تبریز بازگشت و در سال ۱۳۱۹ بعد از درگذشت پدرش لقب « ثقةالاسلام» را به پیشنهاد محمدعلی میرزا ولیعهد از مظفرالدین‌شاه دریافت کرد و رئیس شیخیه در تبریز شد. او سه بار ازدواج کرد و سه پسر و چهار دختر داشت. زبان‌های ترکی و فارسی و عربی و فرانسه را می‌دانست و نشریات عربی را می‌خواند و در سخن‌رانی‌های خود مردم را از اوضاع دنیای جدید با خبر می‌ساخت. با امیرنظام گروسی و مهدیقلی هدایت و ادیب‌الممالک فراهانی معاشرت و گفتگو داشت. طبع شعر داشت و در کتابخانه خود مجلس شعرخوانی برگزار می‌کرد.

## مشروطیت
از آغاز جنبش مشروطیت از هواداران آن بود. پس از اعلام مشروطه در انتخابات دوره اول مجلس شورای ملی رأی اول را در بین علمای تبریز به‌دست‌آورد ولی نمایندگی را نپذیرفت. با تأسیس انجمن ایالتی آذربایجان از حامیان آن شد و در مقابل انجمن اسلامیه که علمای مخالف مشروطه تأسیس کرده بودند پشتیبان انجمن ایالتی بود.
در دوره استبداد صغیر سعی زیادی برای جلوگیری از اشغال تبریز و حل مسالمت‌آمیز مسائل داشت. پس از فتح تهران کوشش کرد که از خلع محمدعلی شاه جلوگیری کند و اختلافات با مسالمت حل شود ولی موفق نشد. با اشغال تبریز از سوی نیروهای روسیه تزاری سعی در آرام کردن اوضاع داشت. به اصرار او ستارخان و باقرخان از تبریز به تهران رفتند.
پس از اولتیماتوم روسیه به ایران و درخواست اخراج شوستر، مردم تبریز به تظاهرات دست زدند. مجاهدین تبریز به هواداری از مردم آماده مقابله با نیرهای روس شدند. ثقةالاسلام با اقدامات مجاهدان مخالف بود و همین به دشمنی آنان با او منجر شد. با شروع جنگ از سوی روس‌ها، ثقةالاسلام به مخالفت با آن‌ها برخاست و در نامه‌ای از امیر حشمت نیساری رئیس شهربانی تبریز خواست که در برابر روس‌ها مقابله و دفاع کند. با آن که در چند روز نبرد مجاهدان نیروی روس را ضعیف کرده بودند ولی منحل شدن مجلس در تهران و پذیرش اولتیماتوم  ثقةالاسلام را واداشت که از مجاهدین بخواهد که سلاح را بر زمین بگذارند.

## به دار کشیدن ثقةالاسلام

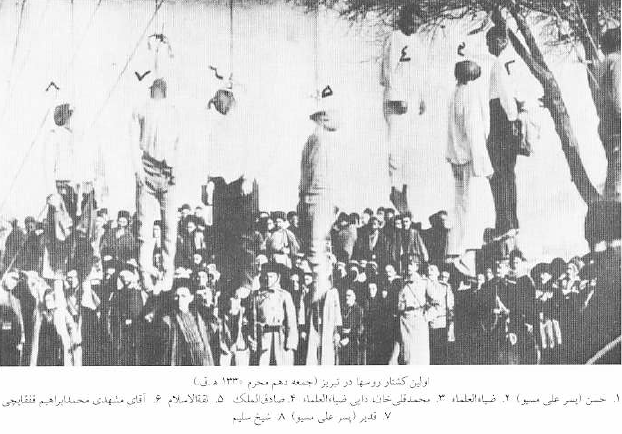
ثقةالاسلام به همراه جمعی دیگر بر بالای چوبه دار روس‌ها.

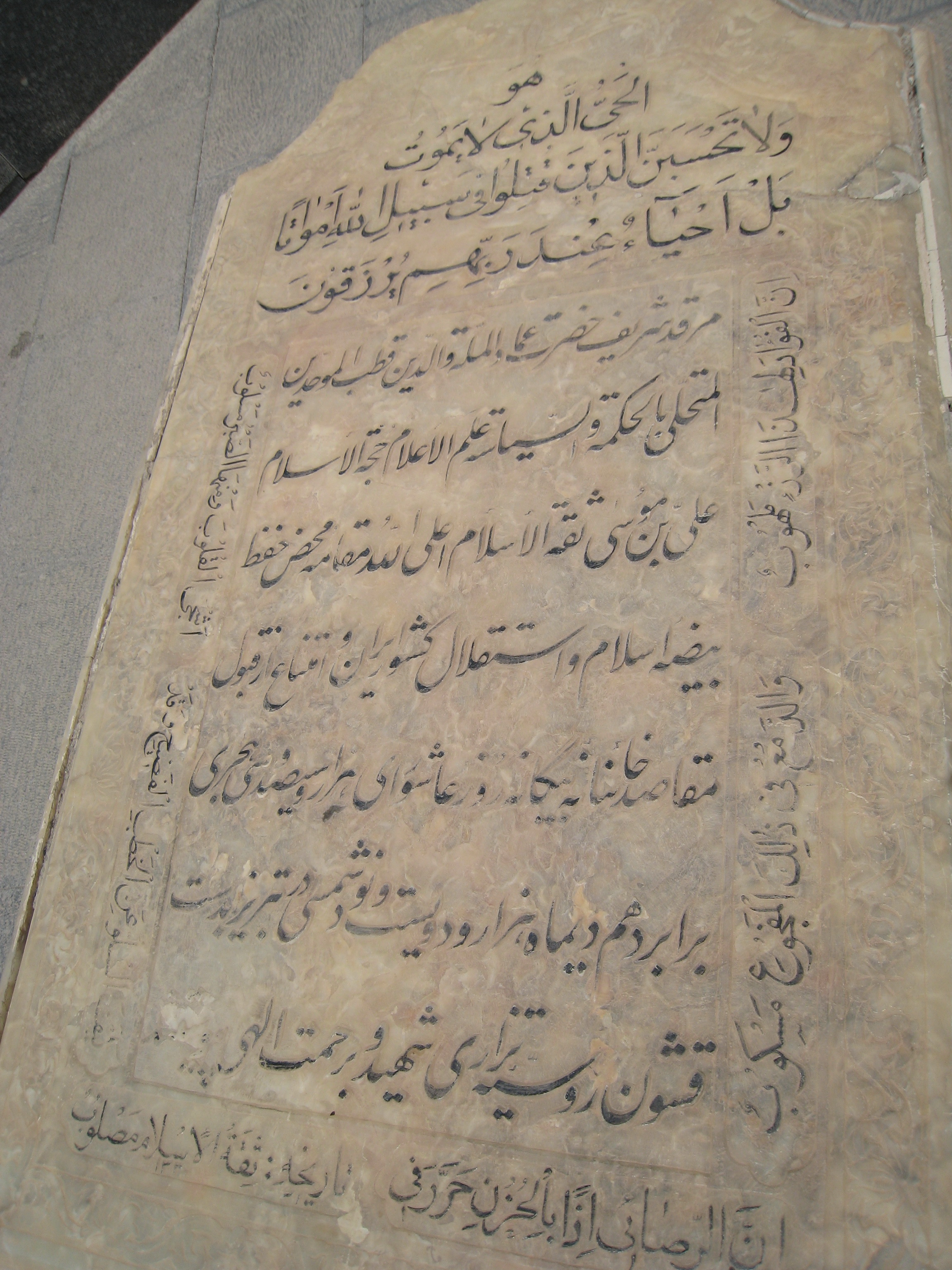
آرامگاه ثقةالاسلام تبریزی بیرون بنای مقبرةالشعرا.

پس از اشغال تبریز به‌دست قشون روس روس‌ها از  ثقةالاسلام خواستند که به کنسولگری روسیه در تبریز بیاید. با آن‌که کنسول عثمانی به او هشدار داده بود،  ثقةالاسلام از مخفی شدن و پناهندگی در کنسولگری عثمانی سر باز زد و به کنسول‌گری روسیه رفت. در آن جا از او خواستند که بنویسد که آغازکننده جنگ مجاهدان بوده‌اند ولی  ثقةالاسلام از این کار خودداری کرد و گفت روس‌ها جنگ را شروع کرده‌اند. پس از آن او را همراه هفت تن دیگر در روز عاشورای سال ۱۳۳۰ قمری برابر با ۹ دی‌ماه ۱۲۹۰ خورشیدی به‌دار کشیدند. مأمور دولتی که مأمور دار کشیدن او بود به نام قاسم دماوندی، از این کار امتناع و مأموران روسی او را نیز به جرم همکاری با مجاهدان پای چوبه دار بردند.  ثقةالاسلام را در محلی که اکنون مقبرةالشعرای تبریز است دفن کردند.
پس از انقلاب اکتبر روسیه، دولت شوروی هیئتی را به تبریز اعزام کرد و به عنوان عذرخواهی دسته‌گلی بر مزار وی گذاشتند.

## آثار
- مرآةالکتاب در اسامی مولفات شیعه است.
- نامه‌های تبریز
- ایضاح‌الانباء
- بث‌الشکوی (ترجمه بخشی از تاریخ یمینی)
- مجموعه تلگرافات
- تاریخ امکنه شریف
- بالون ملت ایران به کجا می‌رود؟ (رساله)
- ترقی مملکتی به مال است و تحصیل مال با علم (رساله)
- اصول سیاست اسلامیه
- مجمل حوادث یومیه مشروطه
- لالان (رساله)
- نامه‌ها